# Montería
Montería, oficialment San Jerónimo de Montería, és un municipi colombià, capital del departament de Córdoba. Està situat al nord-oest del país a la regió Carib Colombiana, es troba a la vora del riu Sinú, per la qual cosa és conegut com la Perla del Sinú.
La ciutat és el centre ramader, agroindustrial i cultural més important de la regió Carib Colombiana. És considerada la capital ramadera de Colòmbia; anualment celebra la fira de la ramaderia durant el mes de juny. És a més, un important centre comercial i universitari. Actualment s'està desenvolupant el projecte de l'Àrea metropolitana de Montería, la qual estaria conformada per aquesta ciutat i els veïns municipis de Cereté, San Pelayo, San Carlos i Pantano de Oro. El seu alcalde actual és Marcos Daniel Pineda. A més és la ciutat amb major creixement i desenvolupament de Colòmbia. En 2014 WorldUrbanizatió Prospectes, posiciono a l'Àrea metropolitana de Montería, com una de les Àrees Metropolitanes més grans de Sud-amèrica.

## Història
Monteria és la capital del departament de Córdoba des de 1952, quan es va separar territorialment del departament de Bolívar. Els primers intents de la seva fundació daten de 1759 sobre els marges del riu Sinú, però la seva fundació oficial no es va donar sinó fins a 1777. La primitiva població va ser batejada pel seu fundador, Antonio de la Torre i Miranda, amb el nom de Sant Jerónimo de Buenavista; altres noms que ha rebut el municipi són: Capital Ramadera de Colòmbia, La Ciutat de les Orenetes, La Vila Somiada.
D'acord amb l'escriptor i historiador monteriano Jaime Castro Núñez (Història Extensa de Montería, 2003), la història de la ciutat es pot perioditzar de la següent manera:
- Antecedents. Abasta tots els successos previs a 1777 que van facilitar la seva fundació.
- Fundació i Letargia. Des de 1777 fins a principis del segle xx.
- Els Temps del Pabilo i l'Encenedor (TPM). Principis del segle XX fins a 1952.
- Primer Auge. Des de 1952 fins a 1994.
- Segon Auge. Des de 1994 fins al present.

### Primer auge
Amb l'organització del departament de Córdoba en 1952, es va donar l'explosió econòmica, cultural i social en Montería. La naixent capital departamental va haver de ser adequada per poder estar al nivell d'una capital. Argumenta Remberto Burgos Puche (pare del departament de Córdoba), que Montería va ser triada com a capital en comptes de Lorica perquè aquella ocupa una posició central al territori i perquè en 1952 era la ciutat més pròspera a l'àrea del Sinú.

### Segon auge
Centre Comercial Plaça de la Castellana, al nord de la ciutat, construït durant el Segon Auge.
En les quatre dècades que van seguir la seva condició de capital departamental (1950, 1960, 1970 i 1980), la ciutat va experimentar canvis de diversa índole que van repercutir en la manera de vida dels monterianos. Des del punt de vista urbanístic, una de les principals transformacions que va experimentar va ser l'eixamplament i l'expansió, encara que aquest procés es va donar sense plans clars d'urbanització a causa de l'escassa visió dels seus dirigents i a la falta de compromís.
Montería també va experimentar canvis importants en l'àmbit econòmic i social, però en el terreny polític i administratiu va romandre ressagada respecte a les principals ciutats de Colòmbia. Durant algun temps un grup d'intel·lectuals va estar gestant la idea que a la ciutat calia repensar-la i transformar-la de cara al nou mil·lenni, però gens va succeir a causa de la manca essencial de polítics honests i capaços.
No obstant això, cap a l'any de 1994 la població monteriana va ser testimoni d'una segona explosió en les arts, la premsa, l'educació i la cultura i es va donar el que l'historiador Jaime Castro va denominar un Segon Auge, equiparant aquesta explosió a la qual es va donar en 1952 quan Montería va ser designada capital del departament de Córdoba. En efecte, va anar a mitjan noranta quan la família Salleg va fundar el diari El Meridià de Còrdova, que va exercir una influència cabdal a la ciutat. A més va sorgir una nova generació d'escriptors i artistes que li va aportar noves llums a l'estat de les arts amb artistes coneguts en totes les àrees. La construcció es va disparar amb l'establiment de centres comercials com a Alberedes del Sinú i Plaça de la Castellana.

## Principals barris

### Sud
- Obrero (un dels barris més antics de Montería)
- Santa Fe
- La Granja
- Policarpa
- P5
- Buenavista
- La Pradera
- CantaClaro
- El Dorado
- Mogambo
- Panzenú
- Seis de Marzo
- Nueva Esperanza (sur)
- Edmundo López
- Villa Paz (sur)
- Furatena (sur)
- Villa Margarita

### Nord
- El Recreo
- La Castellana
- Monteverde
- Los Alcázares
- Los Angeles
- Portal de Armería
- Mocarí
- Nuevo Bosque
- Santa teresa
- bonanza
- santa elena
- santa teresa
- Los Laureles
- Sucre
- Nariño
- El Carmen
- Centro
- Chuchurubi
- Colon
- La Ceiba
- Urbina
- Ospina Pérez

### Est
- Santa Barbara
- Pasatiempo
- Costa de Oro
- San Jose
- La Floresta
- El Edén

### Oest (Marge Esquerre)
- República de Panamá
- Juan XXIII
- El Dorado
- Rancho Grande
- Los Colores
- La Ribera
- Holanda
- Minuto de Dios

## Sostenibilitat ambiental
Montería durant els últims anys ha rebut esments i premis per la seva capacitat de ser una ciutat sostenible en matèria ambiental. En 2014 va ser seleccionada pel Banc Interamericano de Desenvolupament, BID i la Financera de Desenvolupament Territorial, Findeter, per ser part del projecte Ciutats Sostenible per aconseguir donar a conèixer el seu gran desenvolupament i creixement natural. En 2014 va ser seleccionada per World Wide Fund for Nature (WWF), com la Ciutat Sostenible Del Planeta, per aconseguir reduir el consum i ús de l'electricitat, creant motocicletes elèctriques i altres artefactes innovadors.

## Turisme i Entreteniment

### Llocs d'interès
Hi ha espais amb escenaris que són punts d'orgull en Montería, incloent:
A la ciutat es troba el parc lineal més llarg de Llatinoamèrica. L'Avinguda primera i parc la Ronda del Sinú corre al llarg del riu Sinú i ofereix una bella vista del riu i és fàcil observar micos, esquirols, iguanes i diferents aus silvestres.
- Ronda del Sinú
- Moll turístic en el riu Sinú
- Parc Simón Bolívar enfront de la Catedral Colonial és llar de diferents animals.
- Parc Lineal del Sud (Parc les Orenetes)
- Parc dels Somnis
- Parc Lineal les Brises
- Antic Mercat Públic (artesanies, treballs manuals, etc.)
- Alberedes del Sinu Centre Comercial
- Buenavista Centre Comercial
- El pont metàl·lic sobre el riu Sinú va ser el seu primer pont i és un punt de referència local.
- El pont Bicentenario sobre el riu Sinú és el seu segon pont.
- Passatge del Sol, zona rosa en el nord de Montería, amb molts llocs de diversió nocturna i restaurants.
- Les Cascades de Morindó.
- Zona Rosa de la 41
Clubs
- Centre Recreacional Tacasuán
- Club Campestre
- Club de golf
- Centro Recreacional Tumina

### Esports
La ciutat de Montería ja des de fa diversos anys posseeix un equip de beisbol professional: Lleons de Montería, que juga en l'Estadi 18 de Juny, als afores de Montería. A més d'això Montería des de 2013 compta amb l'equip de futbol professional Jaguars de Córdoba Futbol Club, el qual juga en l'Estadi Municipal de Montería, en la Primera A de el Futbol Professional Colombià. A partir del 2015 jugarà en la Primera divisió (A), després de guanyar el 13 de desembre de 2014, el Títol del Torneig Postobón, que es disputa a nivell Nacional.

## Geografia
La topografia de Montería és bàsicament plana, amb algunes elevacions de menor importància. La part occidental de la ciutat està solcada per la regió muntanyenca de les Colomes. Al nord limita amb el municipi de Cereté, Port Amagat i Sant Pelayo; a l'est amb Sant Carlos i Planeta Rica; al sud amb Tierralta i València; a l'oest amb el departament de Antioquia i els municipis de Canalete, Port Amagat i Els Cordobas.
La ciutat està solcada per nombroses canelles i rierols, la principal font hídrica de Montería la constitueix el riu Sinú.

## Clima
El clima de la ciutat de Montería és càlid tropical amb una estació de sequera i una de pluges al llarg de l'any. La temperatura mitjana anual de la ciutat és de 28°C amb becs superiors a 40°C en temporada canicular. La humitat relativa mitjana és de 78%.

## Demografia
El Municipi de Montería té, segons estimacions del DANE per 2015, una població total de 441.301 habitants, dels quals 330.313 viuen en el nucli urbà i 98.289 a l'àrea rural.

## Economia
Les principals activitats de la ciutat són la ramaderia i la agroindustria, encoratjada per la fecunditat de les seves terres, ja que la vall del Sinú és una de les valls més fèrtils del món. Les principals races de bestiar que es crien a la vall del Sinú són el Cebú, Marró suís, Holstein i Romosinuano. A més actualment s'ha desenvolupat el bestiar doble propòsit (Carn i llet) mitjançant el maneig genètic i encreuament de les races Holstein, Marró suís, Gyr lleter i Simmental. Aquests últims poden arribar a costar fins a 800 milions de pesos i són subhastats a la ciutat de Medellín (Antioquia) en el concurs nacional de ramaderia. Montería és reconeguda com la capital nacional de ramaderia bovina, portant sempre els primers llocs en les competicions bovines a nivell mundial. D'altra banda, la pesca es realitza de manera artesanal i per un grup petit de pescadors familiars a les ribes del riu Sinú. Monteria, és considerada un important focus per a l'economia ramadera i agroindustrial de Colòmbia
Els principals cultius són el blat de moro tradicional, blat de moro tecnificat, cotó, sorgo, arròs secà manual, arròs secà mecanitzat, arròs rego, iuca, plàtan i ñame.
En territori del departament de Còrdova es troben jaciments de calcària, carbonat de calci, or, plata, platí, carbó i gas natural; igualment ofereix
possibilitats petrolíferes. Al seu torn, es va iniciar la construcció de la represa de Urrá en l'Alt Sinú, de multipropósito: generació d'energia elèctrica, desenvolupament piscícola i conservació de boscos, entre d'altres. El sector industrial i miner es concentra en la producció de ferroníquel en Cerromatoso, al com arriben importants i reconeguts enginyers xinesos, per a la construcció d'una de les plantes d'explotació minera més importants de Colòmbia i el món (municipi de Montelíbano).
De manera especial es destaca la producció a nivell industrial i comercial d'arròs, blat de moro, cotó, iuca i zorgo. Els sòls de tot el Sinú són catalogats com els tercers més fèrtils del món, però són ocupats principalment per la ramaderia que és l'activitat tradicional de la regió.

## Educació
Montería és la seu principal de la Universitat de Còrdova, reconeguda internacionalment per la seva facultat de Medicina Veterinària i Zootecnia; Infermeria, Enginyeria Agronòmica, Enginyeria Industrial i Enginyeria d'Aliments.
La Universitat de Córdoba compta amb les següents facultats:
- Facultat de ciències agrícoles;
- Facultat de ciències bàsiques;
- Facultat d'enginyeries;
- Facultat de ciències de la salut;
- Facultat de medicina veterinària i zootecnia;
- Facultat d'educació i ciències humanes;
- Facultat de ciències econòmiques, empresarials i jurídiques.
També és seu de:
- La Universitat del Sinú
- La Corporació Universitària del Carib CECAR
- La Universitat Pontifícia Bolivariana
- Corporació universitària de ciència i desenvolupament.
- La Universitat Sant Tomas.
- La Universitat de la Guajira.
- La Fundació Universitària de l'Àrea Andina.
- La Fundació Universitària Sant Martín
- La Universitat Cooperativa de Colòmbia
- La Fundació Universitària Luis Va amistar
- Universitat Indígena i Intercultural de Colòmbia Jacinto Ortiz UNICJAO
- Corporació Universitària de Ciència i desenvolupament (Uniciencia)
entre altres institucions universitàries.
Compte també amb nombrosos instituts tècnics i tecnològics, una seu del Servei Nacional d'Aprenentatge (SENA) i col·legis com: La Institució Educativa Antonio Nariño, Institució Educativa Cecilia de Lleras, Institució Educativa Antonia Santos(qui es troba entre les millors del pais), Institució Educativa Isabel La Catòlica, Gimnàs Vallegrande, Gimnàs Serranias, Institució Educativa Comfacor Jaime Exbrayat, Col·legi Militar Almirante Colón, Col·legi Liceu Maximo Mercat, la Sagrada Família, Liceu Pupo Jimenez, Escola Normal Superior de Monteria i altres institucions capdavanteres del sector educatiu, reconegudes per l'excel·lència dels seus diplomats.

## Religió
Monteria compta amb diversos grups i manifestacions religioses, on els membres de l'església Catòlica predominen en nombre per sobre dels quals pertanyen a esglésies Protestants. També hi ha minories de la fe Jueva i Mormón. Entre els centres de major concentració de fidels es destaquen:
Catedral de Sant Jerónimo de Montería
Església Pentecostal Unida de Colòmbia
Església De Jesucrist Dels Santos Dels Últims Dies
Església Deu De Déu
Casa Sobre La Roca I.C.I
Església De Déu Ministerial de Jesucrist Internacional
Primera Església Evangèlica de Montería
Església internacional de l'evangeli quadrangular, o comunament anomenada església Cristiana Quadrangular
Centre Familiar Cristiano Internacional (C.F.C.)
Església Baptista Emanuel o Alleujo
Església Baptista Central de Monteria

## Cultura
Montería compta amb espais culturals com el teatrino de la Ronda del Sinú, el Museu Zenú d'art contemporani així com sales de Cinema Colòmbia. Montería explica també amb una escola de belles arts així com possibilitats de formació artística a nivell universitari. Durant la Fira de la Ramaderia que es duu a terme a mitjan any es pot gaudir d'una variada activitat cultural que inclou desfilades, balls organitzats pels clubs locals i programes nocturns en els llocs d'oci de la ciutat. Una altra opció cultural són exposicions, concerts i obres de teatre organitzats ja sigui per la casa de la cultura o per empresaris locals. Diverses personalitats del món de la televisió colombiana són natius de Montería com Ronald Ayazo o Adriana Ricardo. A les festes de Ramaderia les reines nacionals i internacionals venen aquí.
Un dels principals esdeveniments culturals de la ciutat ocorre en el mes d'octubre, es tracta de la Mostra Audiovisual Cinema Sinú, un festival de cinema que brinda espais d'enriquiment acadèmic cinematogràfic als realitzadors audiovisuals del Departament de Còrdova i ofereix a la població en general recreació i formació a través de l'exhibició de cinema i vídeo produït a la Regió Carib i el món, així com material audiovisual divers de manera totalment gratuïta.

## Turisme
La ciutat de Montería compta amb una bella sabana que posseeix diversos km² a l'est de la ciutat, on es pot observar un bell paisatge pla. Aquesta bella sabana compta amb un llac conegut com a Coveñitas el qual es va formar per l'extracció de roca i en l'actualitat brinda un bell lloc per anar en família a menjar els deliciosos plats de cachama o a gaudir d'un bany en les seves tranquil·les aigües, per això hi ha persones que pateixen un trauma pel silenci.

## Divisió política
L'àrea rural del municipi de Montería es divideix en 30 corregimients,168 senderes i 9 Unitats Espacials de Funcionament (UEF) i l'àrea urbana en 207 barris, Aquests barris s'agrupen en 9 comunes i en 5 peces urbanes. Els corregimients que conformen el municipi són Morindó Central, Santa Lucia, Santa Clara, Palotal, Nou Paradís, Martinica,Letizia, Poble Bujo, Llomes Verdes, Jaraquiel, Les Colomes, Guasimal, El Sabanal, El quilòmetre Dotze, El Cerrito, Pati Bonic, callebarrida, La Victòria, Guateque, San Isidro, Sant Anterito, Nova Lucia, Santa Isabel, Tres Palmells, Tres Pedres, Buenos Aires, la Manta, Nova Esperança i Garzones.